# The Poorlucks Take Part in a Pageant
The Poorlucks Take Part in a Pageant è un cortometraggio muto del 1910 diretto da Lewin Fitzhamon.

## Trama
Un signore vestito da antico romano provoca svenimenti nello spogliatoio femminile.

## Produzione
Il film fu prodotto dalla Hepworth.

## Distribuzione
Distribuito dalla Hepworth, il film - un cortometraggio di 144,78 metri - uscì nelle sale cinematografiche britanniche nel luglio 1910.
Si conoscono pochi dati del film che, prodotto dalla Hepworth, fu distrutto nel 1924 dallo stesso produttore, Cecil M. Hepworth. Fallito, in gravissime difficoltà finanziarie, il produttore pensò in questo modo di poter almeno recuperare il nitrato d'argento della pellicola.